# Arhitektura u 1664.
◄◄ | ◄ | 1661. | 1662. | 1663. | 1664.  | 1665. | 1666. | 1667. | ► | ►►
Arhitektura • Astronomija • Biologija • Glazba • Kazalište • Kemija • Kiparstvo • Knjige • Književnost • Kršćanstvo • Medicina • Politika • Pravo • Promet • Slikarstvo • Znanost
Arhitektura u 1664.

## Hrvatska i u Hrvata

### Zgrade i druge građevine
- Dovršetak gradnje Bastiona Cornaro, u Splitu (započet 1661.)

## Vanjske poveznice
|  | Zajednički poslužitelj ima još gradiva o temi Arhitektura u 1660-im |